# Моргон (озера)
Моргон (фр. Lacs de Morgon) — група озер у долині Тіне, Приморські Альпи, Альпи, Франція. Перше озеро — Велике озеро Моргон на висоті 2427 м. Інші великі озера — Середнє (2470 м) і Верхнє (2480 м).
Варто зазначити, що поблизу Моргонських озер можна знайти ще три озера: озера Ле Лоссе.

## Галерея

Детальний вид на озера
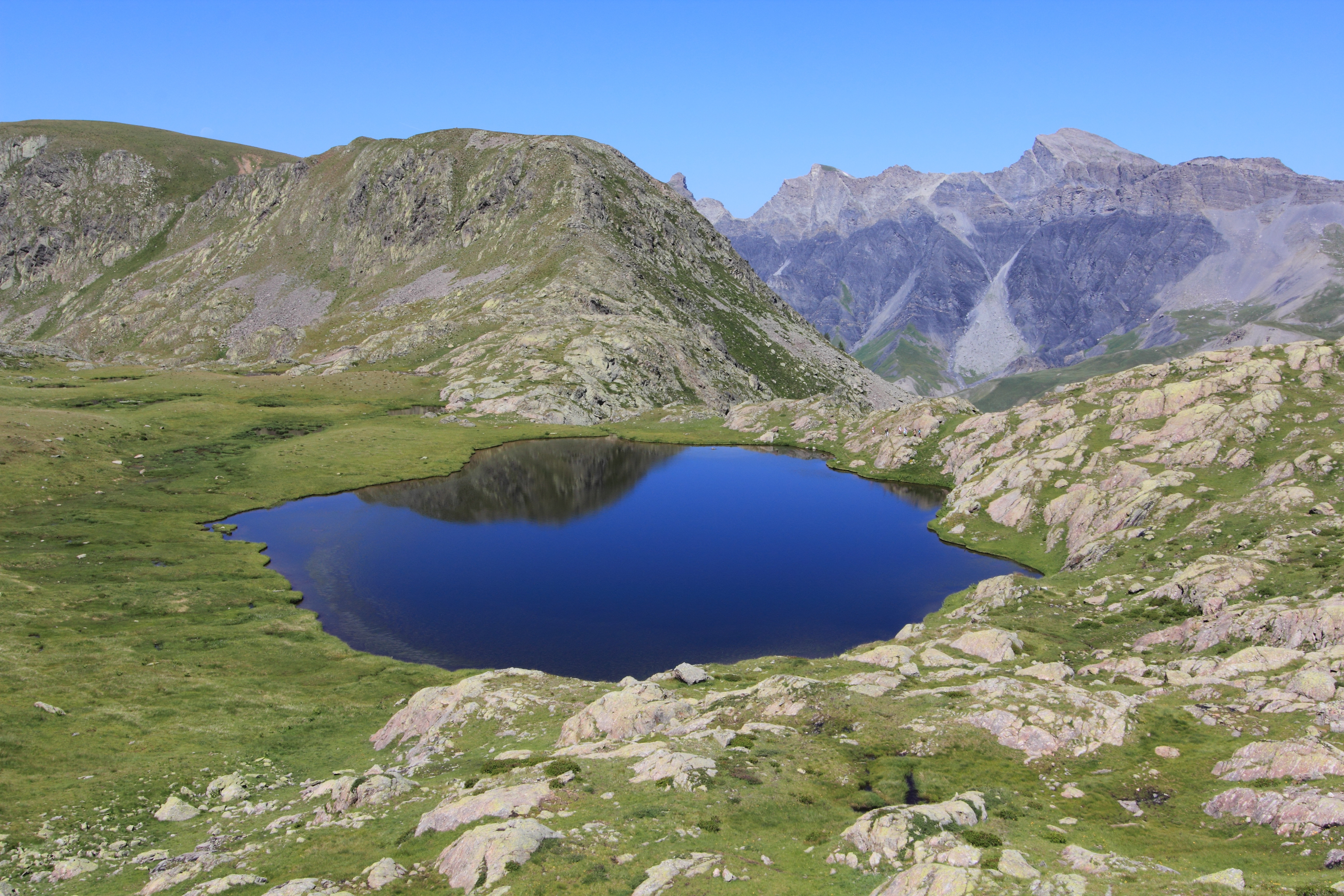
Велике озеро Моргон (2427 м).
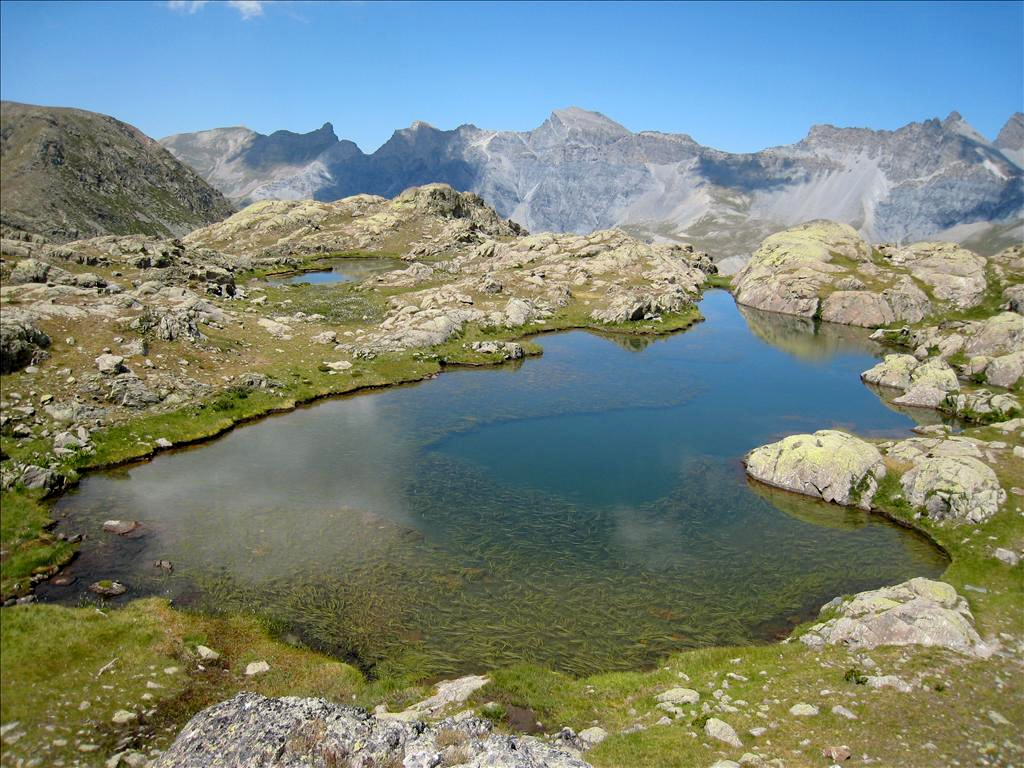
Середнє озеро Моргон (2427 м).
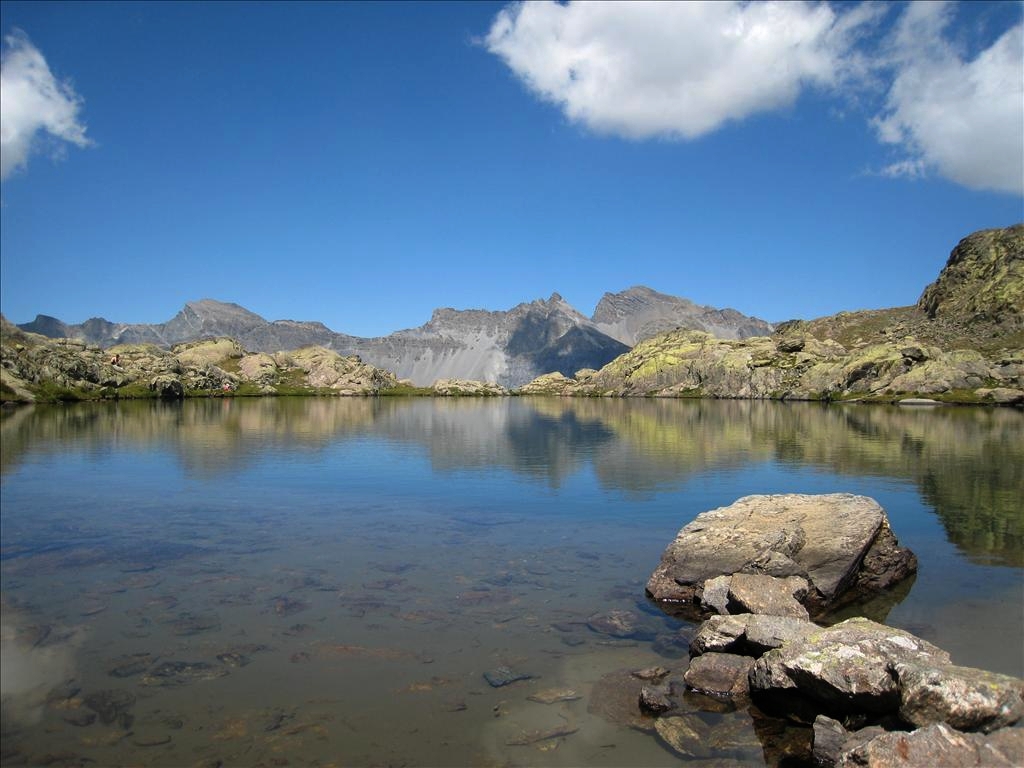
Верхнє озеро Моргон (2480 м).